# Acraea rubescens
Acraea rubescens är en fjärilsart som beskrevs av Henry Trimen 1908. Acraea rubescens ingår i släktet Acraea och familjen praktfjärilar. Inga underarter finns listade i Catalogue of Life.